# Alicia López Bruzos
Alicia L. Bruzos (née le 29 mars 1993 à Lugo) est une généticienne espagnole, chercheusse de biologie marine et de génétique à l'Université de Caen Normandie. Son domaine de recherche se concentre sur les cancers transmissibles chez les bivalves.

## Formation et carrière scientifique
Elle a obtenu un diplôme en biologie à l'Université de Saint-Jacques-de-Compostelle en 2015, suivi d'un master en bioinformatique à l'Université Autonome de Barcelone. En 2022, elle a soutenu sa thèse de doctorat à l'Université de Saint-Jacques-de-Compostelle, où elle a étudié les bases génétiques des métastases contagieuses sous-marines.
Après son doctorat, elle a effectué un postdoctorat au Francis Crick Institute de l'University College de Londres. En 2023, elle a obtenu une bourse Marie Skłodowska-Curie pour poursuivre ses recherches à l'Université de Caen Normandie, où elle travaille actuellement.

## Recherches

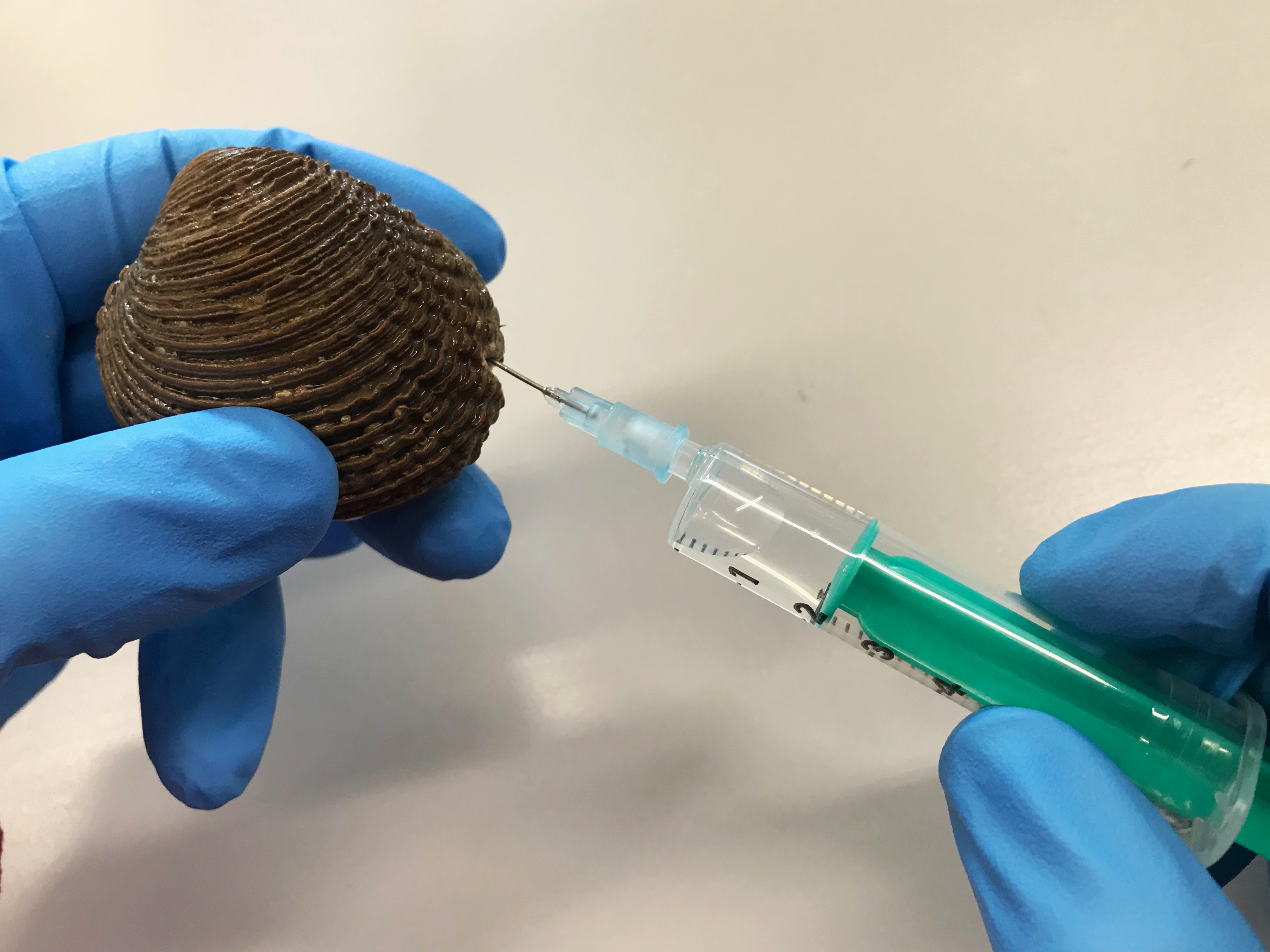
Diagnostique du cancer transmissible de la praire commune.

Alicia L. Bruzos étudie les cancers transmissibles chez les mollusques bivalves, une forme rare de cancer où les cellules tumorales se propagent entre individus. Son travail vise à comprendre les mécanismes génétiques et évolutifs qui permettent la transmission et la persistance de ces cancers, en établissant des parallèles avec les métastases humaines.
Elle a contribué à plusieurs découvertes majeures en génomique du cancer humain, notamment l'instabilité génomique causée par les rétrotransposons LINE-1, l'instabilité chromosomique induite par le virus de l'hépatite B dans le carcinome hépatocellulaire, et l'identification de gènes de fusion BRAF impliqués dans les naevus congénitaux mélanocytaires.
Ses recherches sur les cancers transmissibles chez les bivalves incluent la découverte d'un nouveau cancer contagieux affectant plusieurs espèces de palourdes, le développement d'un test PCR multiplex pour détecter deux lignées de cancers transmissibles chez les coques, et la caractérisation des mécanismes favorisant leur persistance, notamment le transfert horizontal d'ADN mitochondrial et une forte instabilité génomique, comme la duplication complète du génome.
Ses travaux, à l'interface entre la recherche sur le cancer, l'évolution et l'écologie marine, suggèrent que ces cancers pourraient être plus répandus dans les environnements marins qu'on ne le pensait, avec des implications importantes pour la santé des écosystèmes côtiers et des populations de bivalves exploitées pour la pêche et l'aquaculture.

## Distinctions
En 2024, Alicia L. Bruzos a reçu le prix Jeunes Talents L'Oréal-UNESCO for Women in Science en reconnaissance de ses contributions à la recherche sur les cancers transmissibles chez les bivalves. Le prix lui a été remis en octobre à l'Académie des Sciences à Paris,.

## References
1. ↑   [vidéo] « Une chercheuse de Luc-sur-Mer récompensée pour ces recherches sur les organismes marins », France 3 Normandie, 9 octobre 2024, 1:56 min (consulté le 21 février 2025)
2. ↑  « Cette scientifique installée en Normandie a reçu un prix qui « peut tout changer » », Ouest-France.fr,‎ 8 octobre 2024 (lire en ligne [archive du 10 octobre 2024], consulté le 21 février 2025)
3. ↑  (en-US) Ulrike Böhm, « Women in Research #LINO23: Alicia L. Bruzos », sur Lindau Nobel Laureate Meetings, 14 septembre 2023 (consulté le 21 février 2025)
4. ↑  « Une distinction pour une jeune chercheuse installée dans le Calvados », sur Saooti - Sweet FM Normandie (consulté le 21 février 2025)
5. ↑  (en) The ICGC/TCGA Pan-Cancer Analysis of Whole Genomes Consortium, « Pan-cancer analysis of whole genomes », Nature, vol. 578, no 7793,‎ février 2020, p. 82–93 (ISSN 1476-4687, PMID 32025007, PMCID PMC7025898, DOI 10.1038/s41586-020-1969-6, lire en ligne, consulté le 21 février 2025)
6. ↑  (en) B Rodriguez-Martin, EG Alvarez, A Baez-Ortega, J Zamora, Supek, F, Demeulemeester, J, Santamarina, M, Ju, YS, Temes, J, Garcia-Souto, D, Detering, H, Li, Y, Rodriguez-Castro, J, Dueso-Barroso, A, Bruzos, AL et al., « Pan-cancer analysis of whole genomes identifies driver rearrangements promoted by LINE-1 retrotransposition », Nature Genetics, vol. 52, no 3,‎ mars 2020, p. 306–319 (ISSN 1546-1718, PMID 32024998, PMCID PMC7058536, DOI 10.1038/s41588-019-0562-0, lire en ligne, consulté le 21 février 2025)
7. ↑  (en) EG Álvarez, J Demeulemeester, P Otero, C Jolly, García-Souto, D, Pequeño-Valtierra, A, Zamora, J, Tojo, M, Temes, J, Baez-Ortega, A, Rodriguez-Martin, B, Oitaben, A, Bruzos, AL et al., « Aberrant integration of Hepatitis B virus DNA promotes major restructuring of human hepatocellular carcinoma genome architecture », Nature Communications, vol. 12, no 1,‎ 25 novembre 2021, p. 6910 (ISSN 2041-1723, PMID 34824211, PMCID PMC8617174, DOI 10.1038/s41467-021-26805-8, lire en ligne, consulté le 21 février 2025)
8. ↑  (en) S Barberan-Martin, S Polubothu, AL Bruzos, Gavin Kelly et al., « Mosaic BRAF Fusions Are a Recurrent Cause of Congenital Melanocytic Nevi Targetable by MAPK Pathway Inhibition », Journal of Investigative Dermatology, vol. 144, no 3,‎ mars 2024, p. 593–600.e7 (ISSN 0022-202X, DOI 10.1016/j.jid.2023.06.213, lire en ligne, consulté le 21 février 2025)
9. ↑  (en) D Garcia, AL Bruzos, S Diaz, S Rocha et al., « Mitochondrial genome sequencing of marine leukaemias reveals cancer contagion between clam species in the Seas of Southern Europe », eLife, vol. 11,‎ 18 janvier 2022, e66946 (ISSN 2050-084X, PMID 35040778, PMCID PMC8765752, DOI 10.7554/eLife.66946, lire en ligne, consulté le 21 février 2025)
10. ↑  (en) M Santamarina, AL Bruzos, A Pequeño-Valtierra, J Rodríguez-Castro et al., « Novel PCR assay for the identification of two transmissible cancers in Cerastoderma edule », Journal of Invertebrate Pathology, vol. 207,‎ 1er novembre 2024, p. 108232 (ISSN 0022-2011, DOI 10.1016/j.jip.2024.108232, lire en ligne, consulté le 21 février 2025)
11. ↑  (en) AL Bruzos, M Santamarina, D García, S Díaz et al., « Somatic evolution of marine transmissible leukemias in the common cockle, Cerastoderma edule », Nature Cancer, vol. 4, no 11,‎ novembre 2023, p. 1575–1591 (ISSN 2662-1347, DOI 10.1038/s43018-023-00641-9, lire en ligne, consulté le 21 février 2025)
12. ↑  Par Esteban Pinel Le 12 octobre 2024 à 08h15, « Calvados : Alicia L. Bruzos étudie les cancers des coquillages pour mieux comprendre ceux des humains », sur leparisien.fr, 12 octobre 2024 (consulté le 21 février 2025)
13. ↑  « Alicia L. Bruzos, lauréate du Prix "Jeunes talents" 2024 de la Fondation L'Oréal France - Unesco », sur www.echosciences-normandie.fr (consulté le 21 février 2025)